# Иван-царевич (группа)
«Иван-Царевич» — российская фолк-метал-группа.

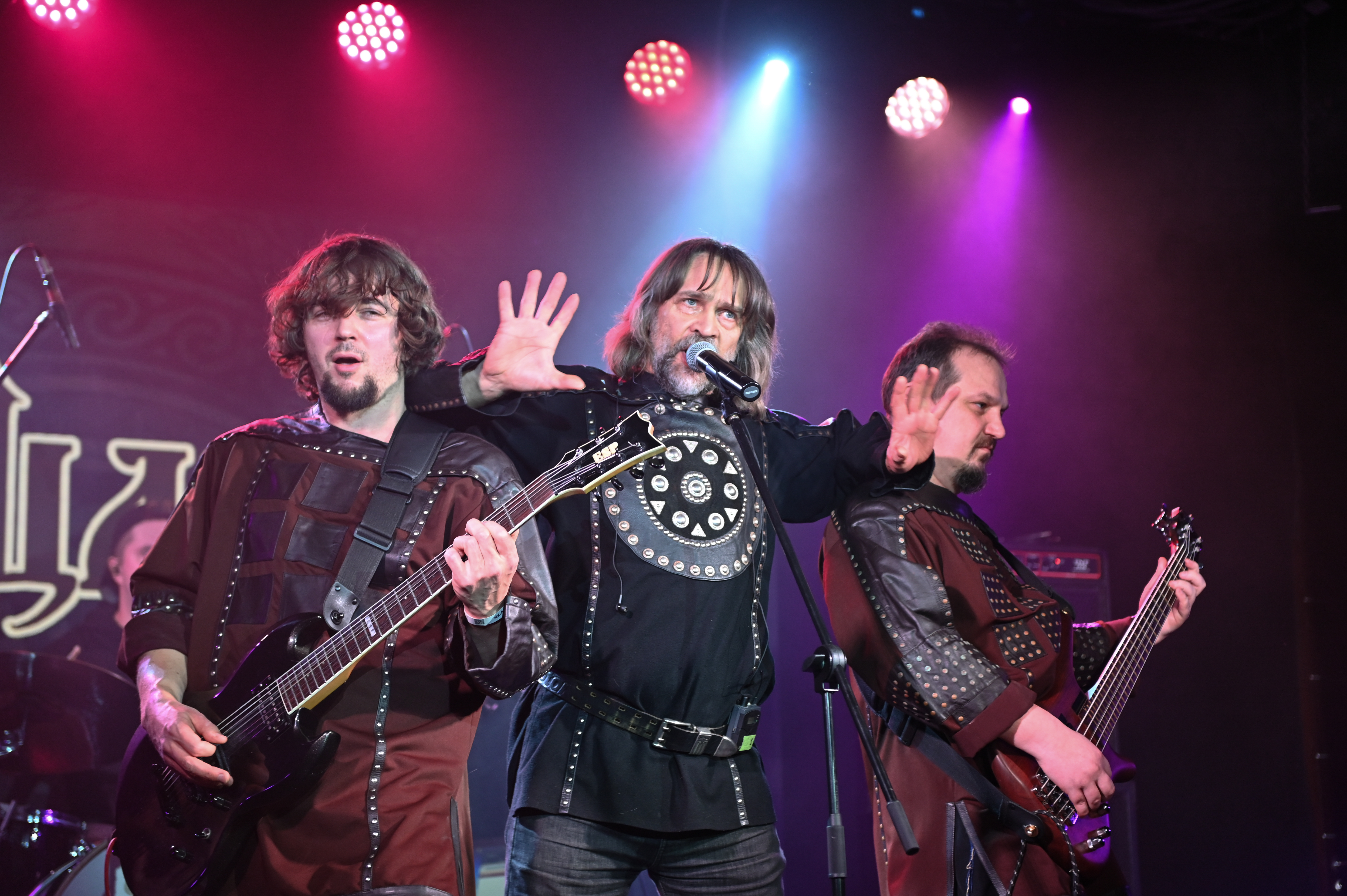
Российская фолк-метал группа Иван Царевич. 1 февраля 2025

Группа позиционирует своё творчество как сплав русского эпоса и фольклора с одной стороны, и современной тяжелой музыки с другой. В первый год творческой деятельности была создана концертная программа, совместившая в себе достижения в области технологий рок-шоу и костюмированных фолк-представлений, основанных на традициях национальной культуры. Поэмы, былины, песни-сказы, то есть русский эпос в широком смысле этого слова. В основе идеологии группы лежат русские традиции, философия любви и патриотизма, возрождение древней культуры и духовности. В концертах группы принимает участие клуб исторической реконструкции и фехтования — «Цитадель». Это красочные средневековые бои на древнем оружии, огненное шоу с элементами каскадерского искусства.

## История группы
У истоков создания ансамбля стоял творческий союз Валерия Наумова (вокал) и Вадима Тимошенко (барабаны), участвовавших в начале 90-х годов в совместном проекте «Черным по белому». В 1992-м году их творческие пути на время разошлись. Валерий Наумов, окончив Академию им. Гнесиных (эстрадная гитара и классик-вокал), отправляется за рубеж и работает в Италии, Бельгии, Франции, как концертный исполнитель и студийный музыкант. Вадим Тимошенко в это время принимает участие в ряде проектов как звукорежиссер и композитор.
С возвращением В.Наумова и возобновлением их творческих контактов и связаны организация звукозаписывающей студии и создание группы «Иван-Царевич» в 1999 г. В том же году группа была приглашена для длительных гастролей в Японию, где выступала в шоу-программе вместе с российским балетом «Московский Каприз». Возвращение группы на Родину в 2003 г. ознаменовалось записью первого альбома под названием «Иван Царевич — 1». По словам Валерия Наумова, все песни из альбома были написаны с расчётом на то, что будут взяты в ротацию на «Нашем Радио», однако группе было отказано ввиду «расплывчатости» стилистических рамок. В том же году состоялись съемки клипа на песню «Россия, вперед!» с участием оркестра русских народных инструментов «Русские узоры». Группа участвовала в рок-фестивалях: «Нашествие 2005—2006», «Слава России», «Продвижение», а также различных Байк-шоу. В 2005 г. группа «Иван Царевич» выезжала на гастроли в Чеченскую Республику по воинским частям МВД России.
В марте 2007 года вышел очередной альбом группы «Иду на Вы!». По словам участников коллектива, причина столько долгого перерыва между альбомами «Иван Царевич — 1» и «Иду на Вы» состояла в том, что когда работа над последнем из дисков была практически закончена, студию, где базировалась группа, затопило, ввиду чего был испорчен весь ранее записанный материал. В итоге выход второго альбома был отложен ещё на несколько лет. Над обложкой альбома трудился русский художник Лео Хао. Художник работал над дизайном официального сайта группы и фирменных маек. В том же году группой при содействии поклонников был снят одноимённый с альбомом любительский фильм, в котором подробно рассказывается о гастролях группы по Японии, записи первого альбома, и, главным образом, второго. Также в фильме использованы материалы со съёмок презентации альбома «Иду на Вы» и присутствуют длительные интервью с музыкантами, а также главным автором песен группы — Вадимом Тимошенко. В том же году, «Иван Царевич» отправляется в гастрольный тур и одно из её выступлений проходит в Севастополе военном корабле «Ямал».
Группа активно принимает участие в совместных концертах с группами «Мастер», «Калевала», «Э. С. Т.», «Аркона», «Чёрный обелиск» и др. «Иван-Царевич» имеет множество наград и благодарностей от командования различных родов войск за патриотическое воспитание военнослужащих и содействие в популяризации службы в Российской Армии.
В 2009 году группой была обнародована композиция «Ледовое Побоище» из готовящегося альбома «Звезда Руси», вышедшая на альбоме Mastersland — «Украдено из студии 2».
В 2016 вышел новый альбом «Звезда Руси». Оформление обложки выполнил Лео Хао. Так же ему принадлежат несколько текстов песен нового альбома наряду с Мечеславом Ратовым и Сергеем Загатиным.

## Дискография

### Студийные альбомы
- 2003 — Иван ЦаревичЪ 1
- 2007 — Иду на Вы!
- 2016 — Звезда Руси
- 2023 — Эй, ухнем...

### В сборниках
- 2009 — Украдено из студии (песня Ледовое побоище)